# Emiliano Tardif

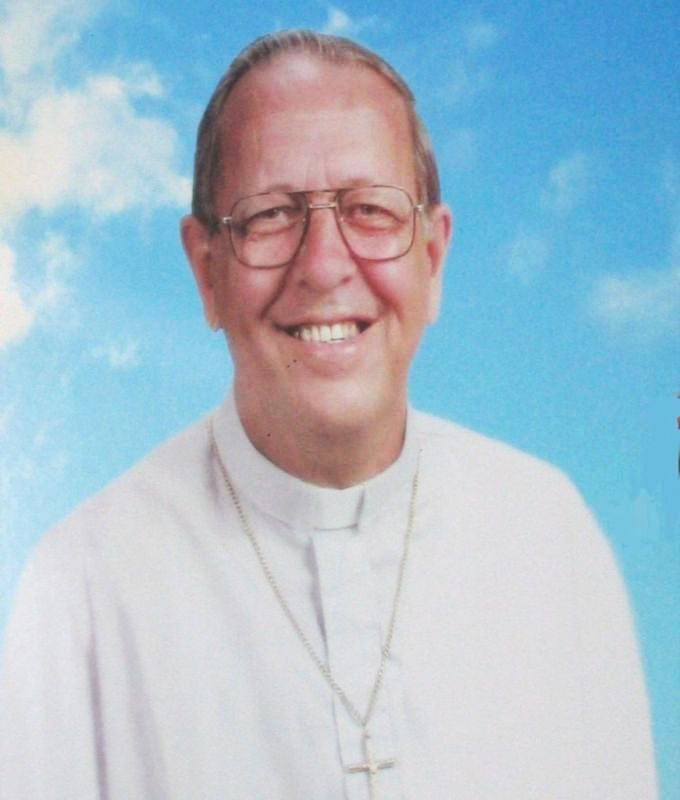
Emiliano Tardif

Emiliano Tardif (franz.: Émilien Tardif; * 6. Juni 1928 in Kanada; † 8. Juni 1999 in der Dominikanischen Republik) war ein charismatischer Prediger, der die Gabe der Heilung, wie sie der Hl. Paulus beschreibt, besaß.

## Leben
Émilien Tardif wuchs in einer kinderreichen katholischen Familie auf, er war der neunte von 14 Geschwistern. Im Jahr 1948 trat er ins Noviziat der Herz-Jesu-Missionare (MSC) ein. Schon im Jahr der Priesterweihe (1955) äußerte er den Wunsch, in der Dominikanischen Republik eingesetzt zu werden. Ab 1956 verbrachte er den größten Teil seines Lebens in diesem Land. Von 1966 bis 1973 war er der dortige Provinzial seines Ordens. Er setzte sich für Projekte der ländlichen Entwicklung ein. gründete eine Landwirtschaftsschule, eine Agrargenossenschaft und Zeitschrift Amigo del Hogar.
Er lernte dort die Charismatische Erneuerung kennen, der er zunächst skeptisch gegenüberstand. Er war für seine Predigten und die Gabe der Erkenntnis bekannt. Seine Frömmigkeit war christozentrisch ausgerichtet.
Emiliano Tardif starb an den Folgen eines Herzinfarktes.

## Gedenken
Der Erzbischof von Santo Domingo, Nicolas de Jesús Kardinal López Rodríguez, setzte sich für die Seligsprechung des Paters ein.

## Schriften (in deutscher Übersetzung)
- Jesus wirkt auch heute. Claropa Radio Center, Claropa Radio Center 1985.
- Jesus lebt. Vier-Türme-Verlag, Münsterschwarzach 1988, ISBN 3-87868-368-5.
- Jesus ist der Messias. Vier-Türme-Verlag, Münsterschwarzach 1990, ISBN 3-87868-403-7.
- In Jesus ist Heil. Veritas, Linz 1990, ISBN 3-85329-883-4.
- mit Philippe Madre: Das Charisma der Heilung und Gebete um Heilung. Vier-Türme-Verlag, Münsterschwarzach 1995, ISBN 3-87868-505-X.
  - überarbeitete Neuausgabe unter dem Titel Das Charisma der Heilung. Vier-Türme-Verlag, Münsterschwarzach 2020, ISBN 978-3-89680-998-8.
- Im Feuer der Liebe. Ohne Koffer rund um die Welt. Parvis-Verlag, Hauteville 1996, ISBN 3-907523-67-9.
- Er kam und heilte. Wie Jesus heute heilt. Edition Procorde, Pettenbach 1998, ISBN 3-901389-24-5.